# Кухонна плита

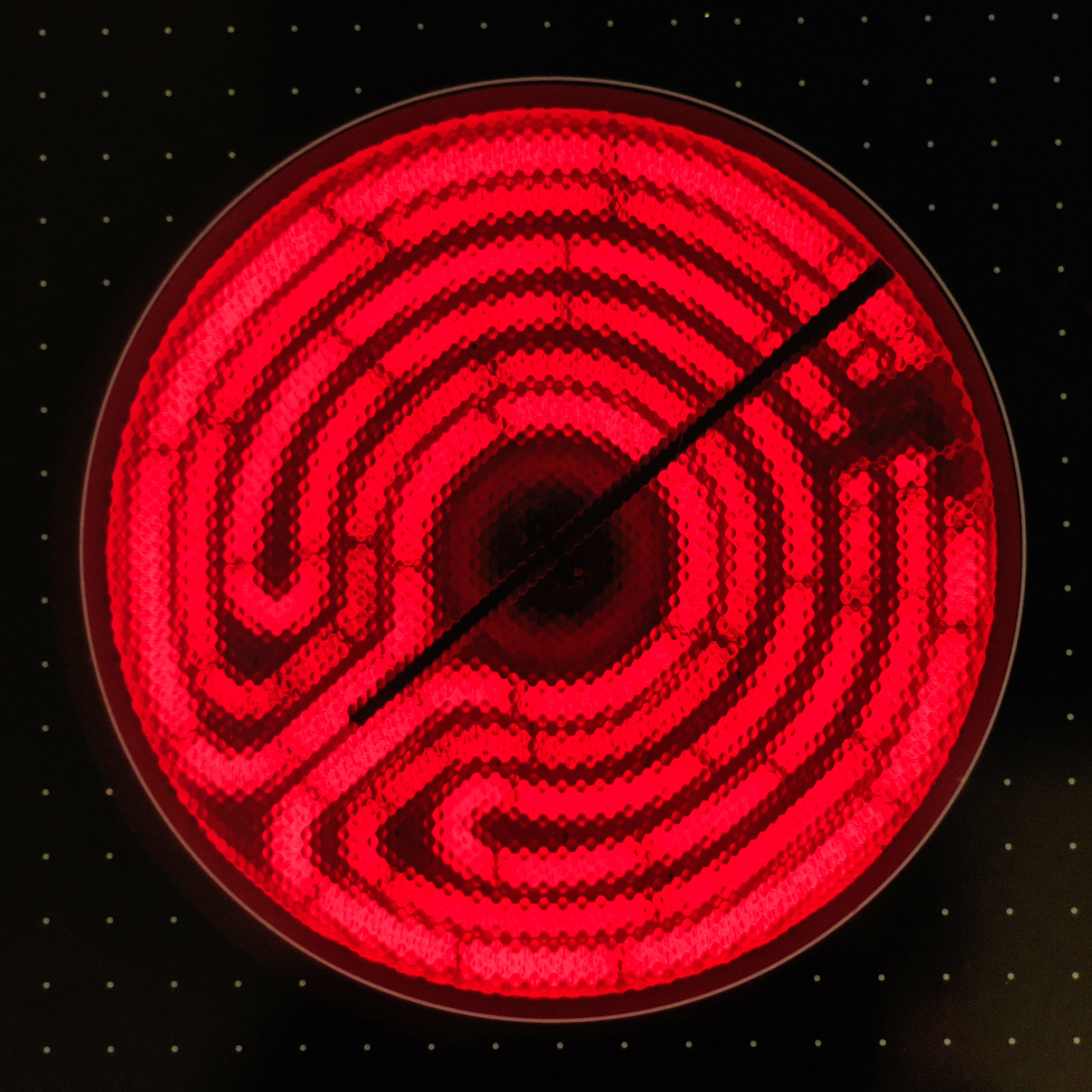
Сучасна електроплита

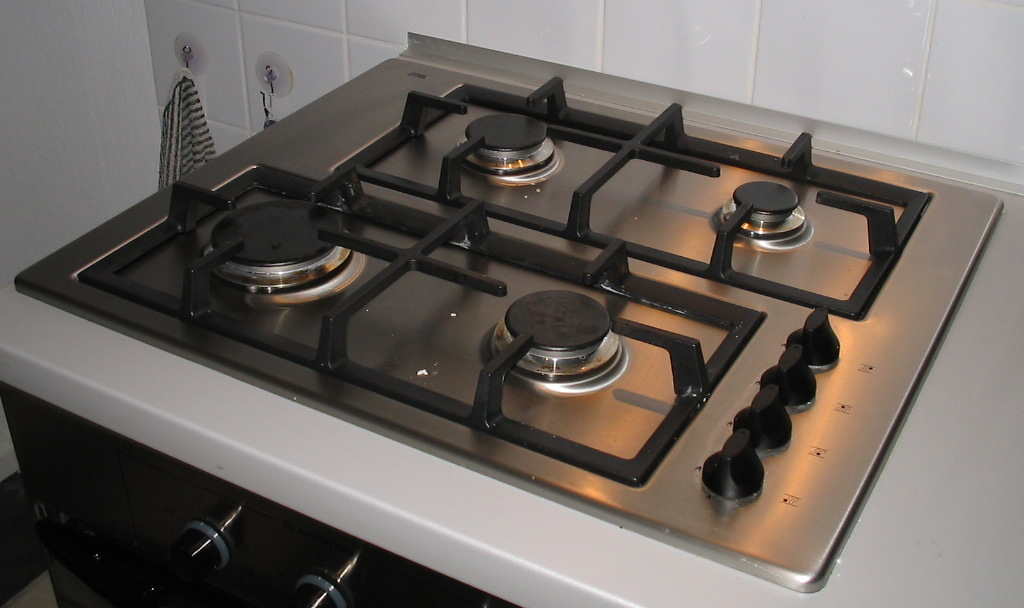
Конструкція з окремою варильною поверхнею та духовою шафою

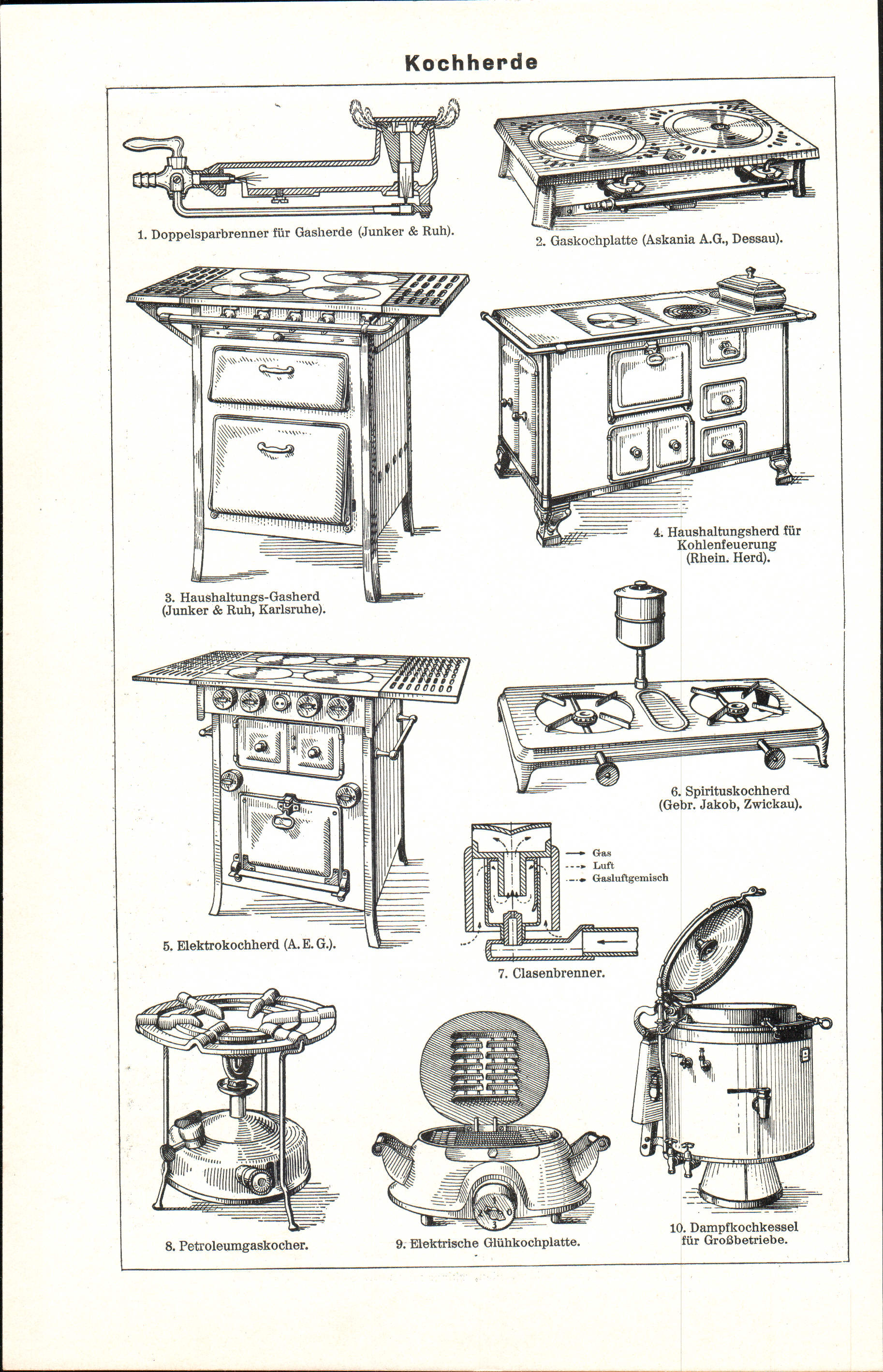
Історичні типи плит

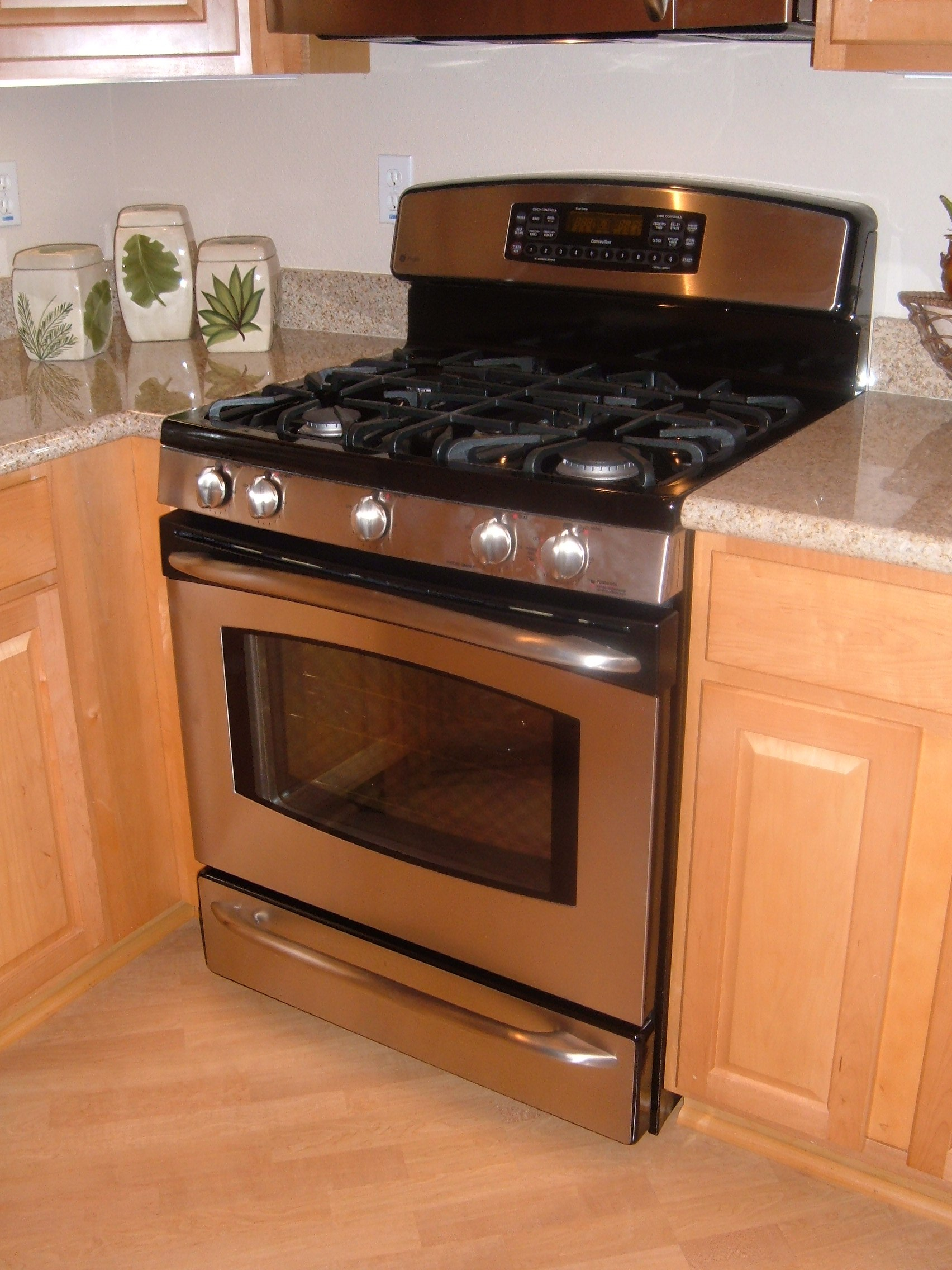
Комплектний пристрій

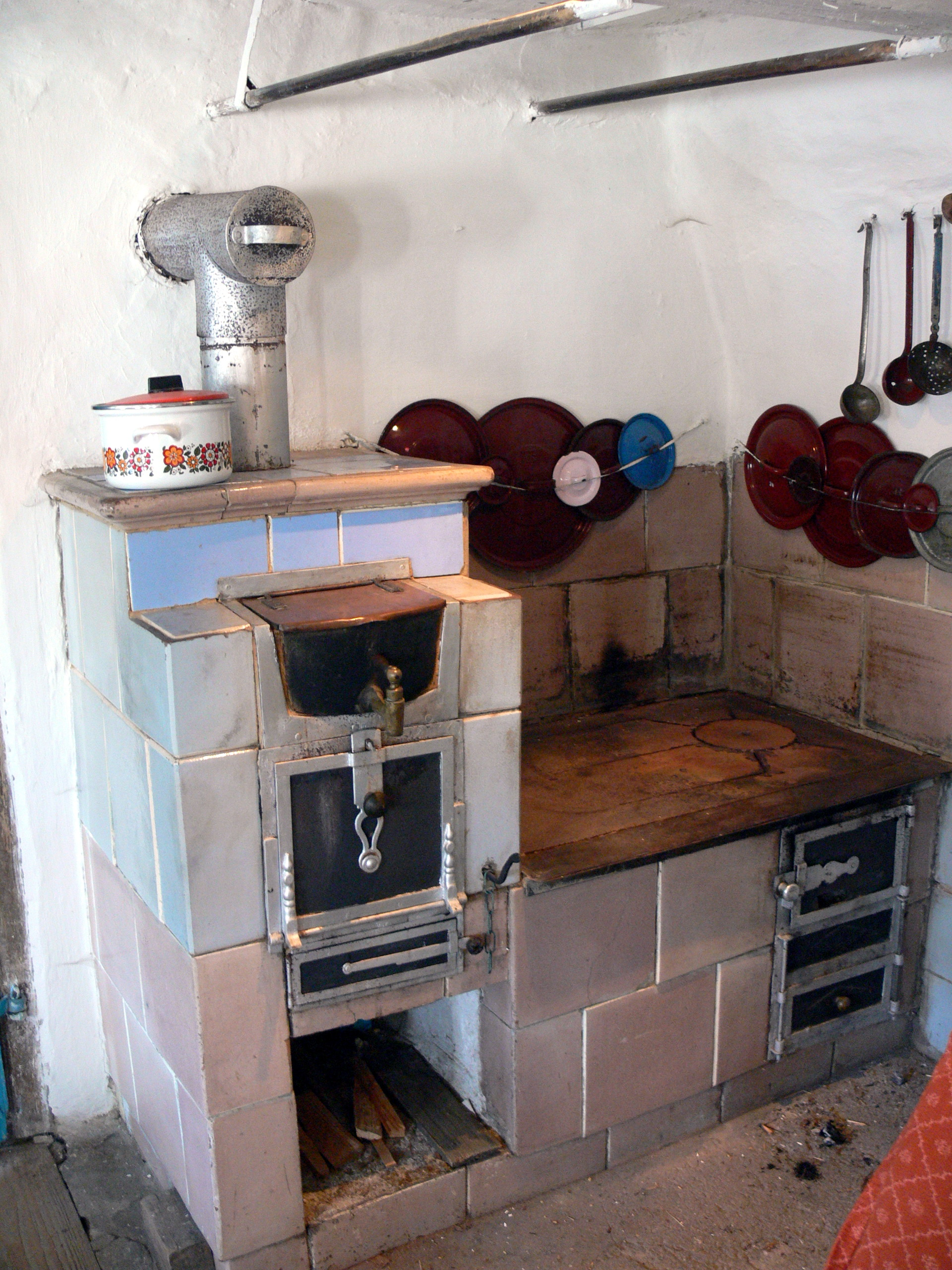
Кухонна плита з духовкою на твердому паливі (на дровах)

Кухо́нна плита́ — обладнання, призначене для приготування їжі. Складається з варильної поверхні, духової шафи і додаткових відділень.

## Історія
Найраніші відомі плити у вигляді закритих глиняних печей з'являються в Китаї часів династії Цінь (221—206 рр. до н. е.). У Японії аналогічні пристрої, так звані «камадо» (яп. かまど) відомі періоду Кофун (III—VI століття н. е.). Топилися вони дровами чи деревним вугіллям через отвір у бічній стінці, посуд ставився зверху (чи підвішувався) над отворами у верхній. Печі камадо були удосконалені в період Едо (1603—1867).
У Європі аж до XVIII століття готували їжу на відкритому вогні. У Середньовіччі з'явилися вогнища і перші каміни, де вогонь горів на рівні пояса. Їжа готувалася переважно в казанах, що підвішувалися на регулюваному гаку чи встановлювалися на тагані.
Способи готування на відкритому вогні мали ряд недоліків, внаслідок чого з XVI ст. було впроваджено кілька поліпшень: всі ці пристосування були небезпечні, робили багато диму, ефективність нагріву була низькою. Першим кроком була «вогнева камера»: вогонь розкладався у вогнищі, обмеженому з трьох боків стінками і перекритому зверху залізною плитою. Це викликало зміну й у формі варильного посуду, в нього з'явилося плоске дно. Перша конструкція з повністю закритим вогнем з'явилася в 1735 році, створена французьким архітектором Франсуа Кювілльє. Ця плита являла собою муровану конструкцію з кількома отворами, накритими перфорованими залізними пластинами. Ближче до кінця XVIII ст. пристрій був поліпшений використанням верхньої залізної плити, в отворах якої встановлювалися горщики.

## Будова
За виконанням, кухонні плити бувають у вигляді окремого блока або вбудовані. Вбудовані плити зазвичай мають роздільні варильну поверхню і духову шафу.
Варильна поверхня кухонної плити складається з декількох конфорок для установки на них посуду. Кожна конфорка управляється окремою ручкою-регулятором. Зазвичай конфорки мають різний діаметр і різну максимальну потужність. Необхідно це для того, щоб встановлювати на них посуд різних розмірів, не побоюючись значних втрат енергії і пошкодження частин посуду, не розрахованих на високу температуру.
Духова шафа (духо́вка) є термоізольованою шафою, в якій встановлені пальники. У духовій шафі підтримується необхідна для приготування їжі (випічки) температура. Часто має пальники, розташовані зверху і знизу. Якщо нижній пальник забезпечує конвекцію, то верхній пальник нагріває приготовувану їжу за рахунок випромінювання.
У духову шафу можуть бути поміщені деко, ґрати і рожни, для розміщення приготовуваних продуктів, вона споряджається термометром, іноді встановленою зовні лампкою підсвітки.

## Види
За типом використовуваного палива кухонні плити бувають:
- На твердому паливі
- Газові
- Електричні
- Індукційні

### Плити на твердому паливі
Плити на твердому паливі є найбільш архаїчними, вони використовуються в районах без газопостачання і з дорогим чи відсутнім електропостачанням. Являють собою невисоку піч з плоским верхом, на якому розташовані один чи кілька широких отворів для посуду. Працюють ці плити на дровах, деревному чи кам'яному вугіллі, торфі.

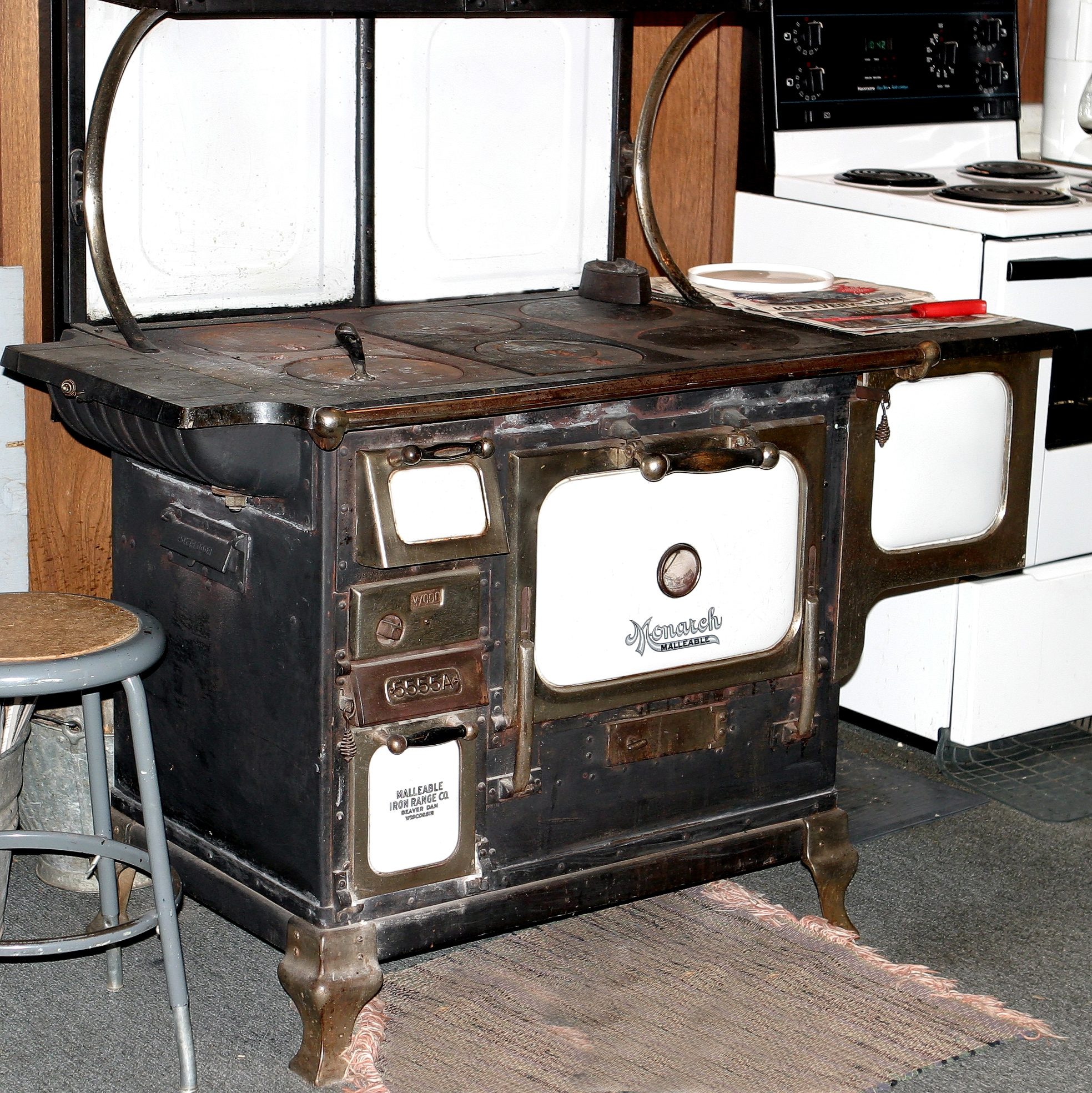
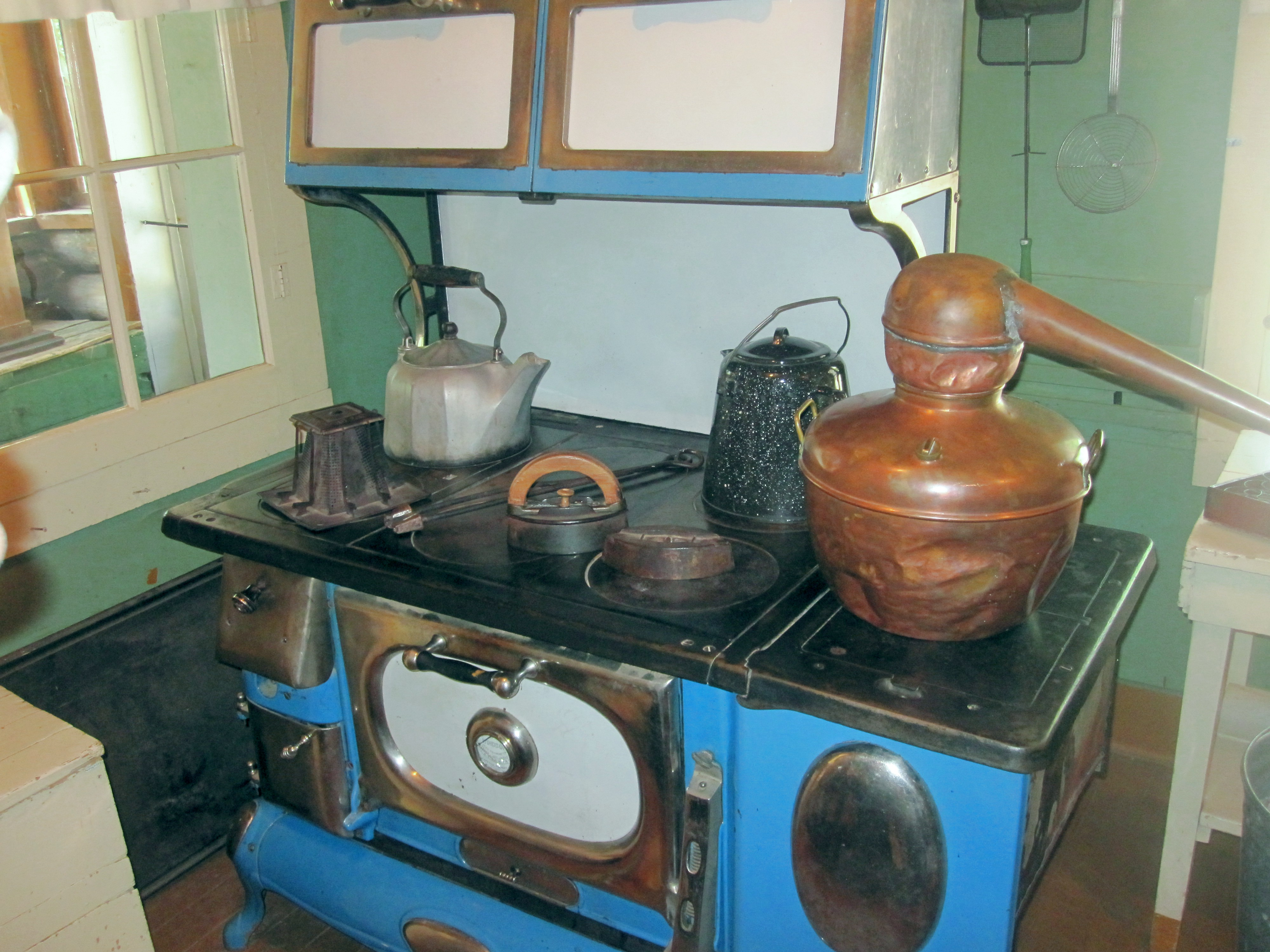
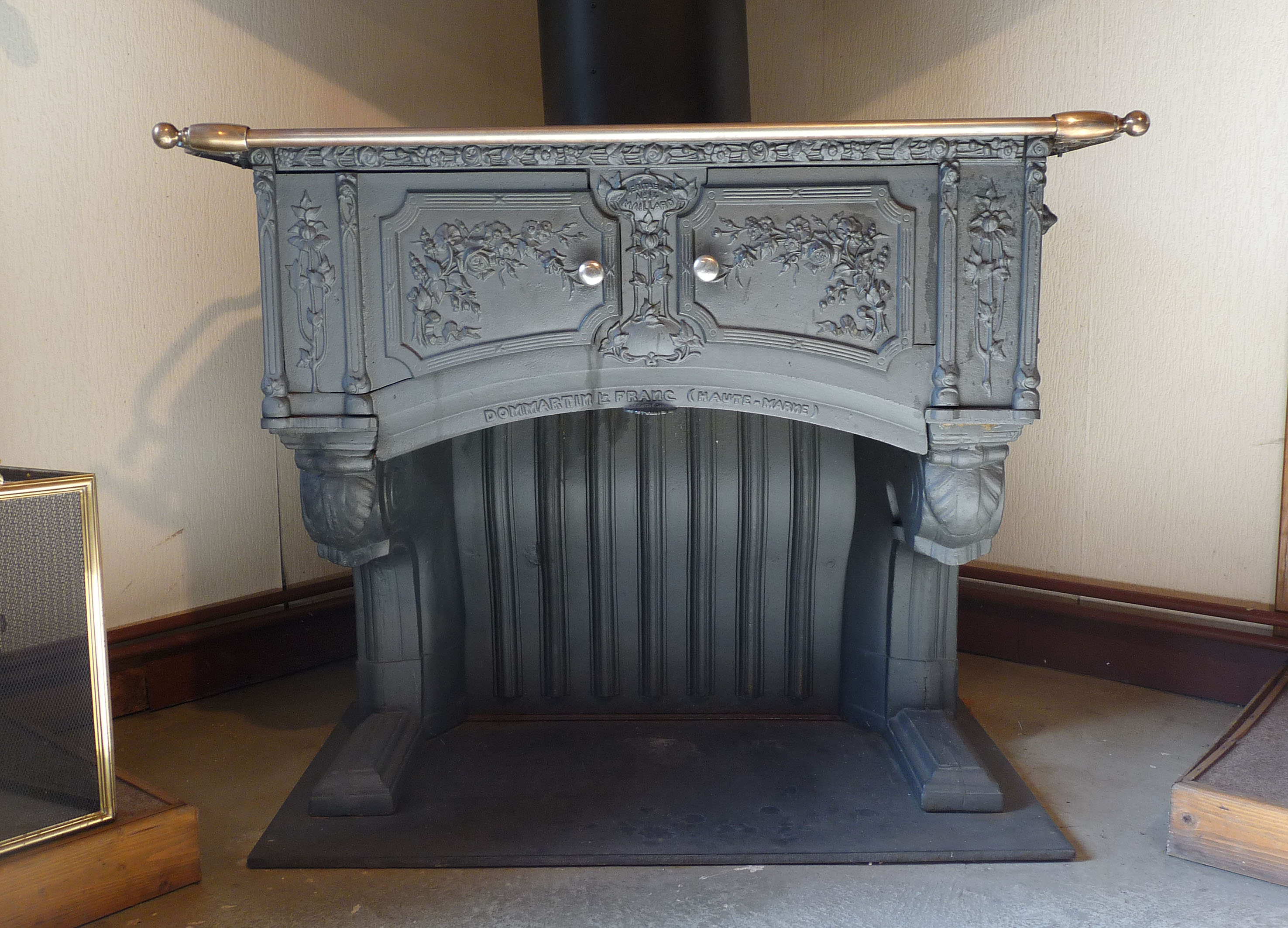
Камін-плита (Доммартен-ле-Фран).
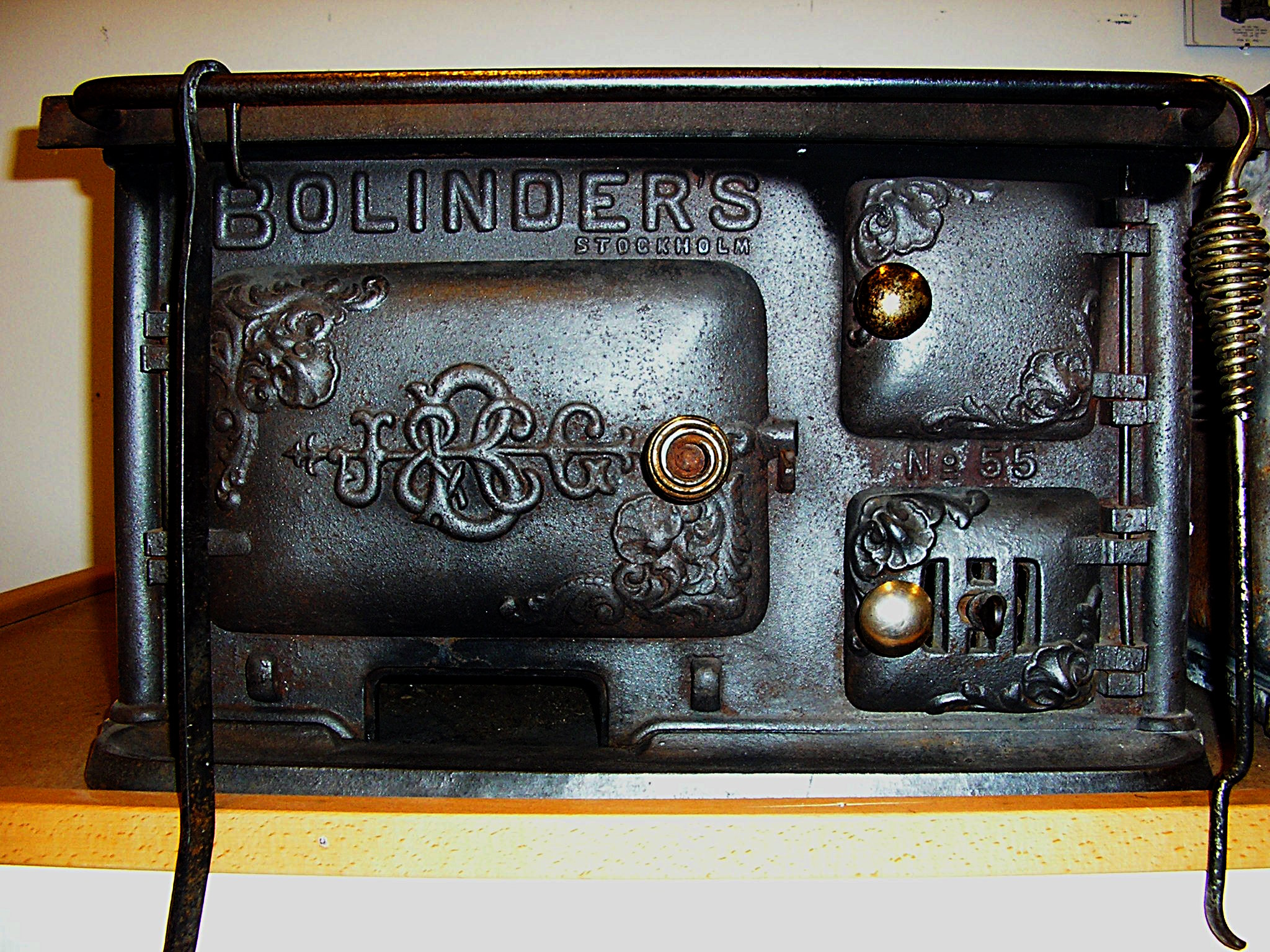
Плита на дровах з чавуну.
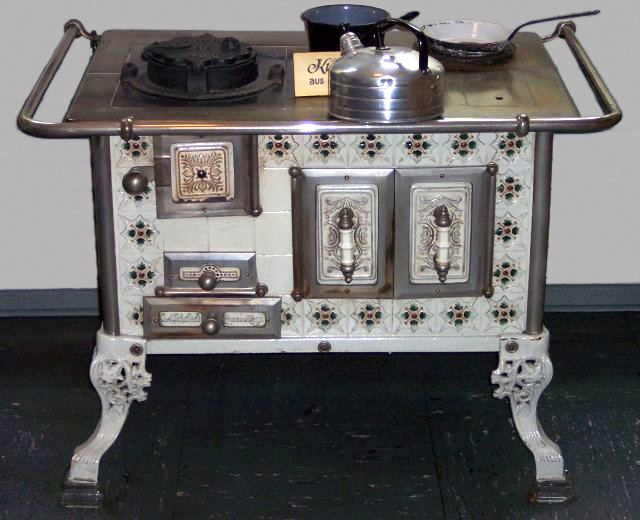
Плита на дровах з білої кераміки.
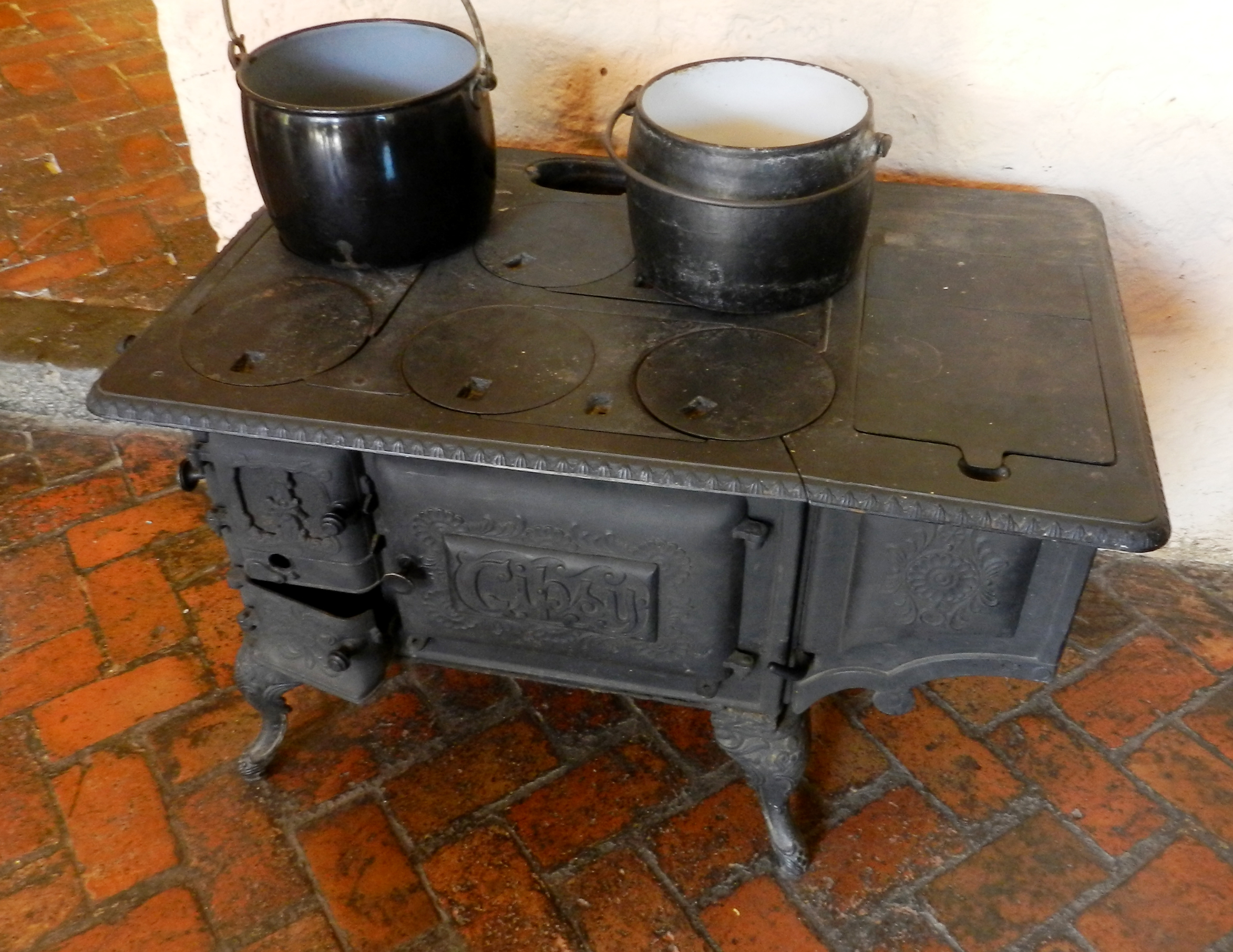
Плита марки Gipsy, Арекіпа, Перу.
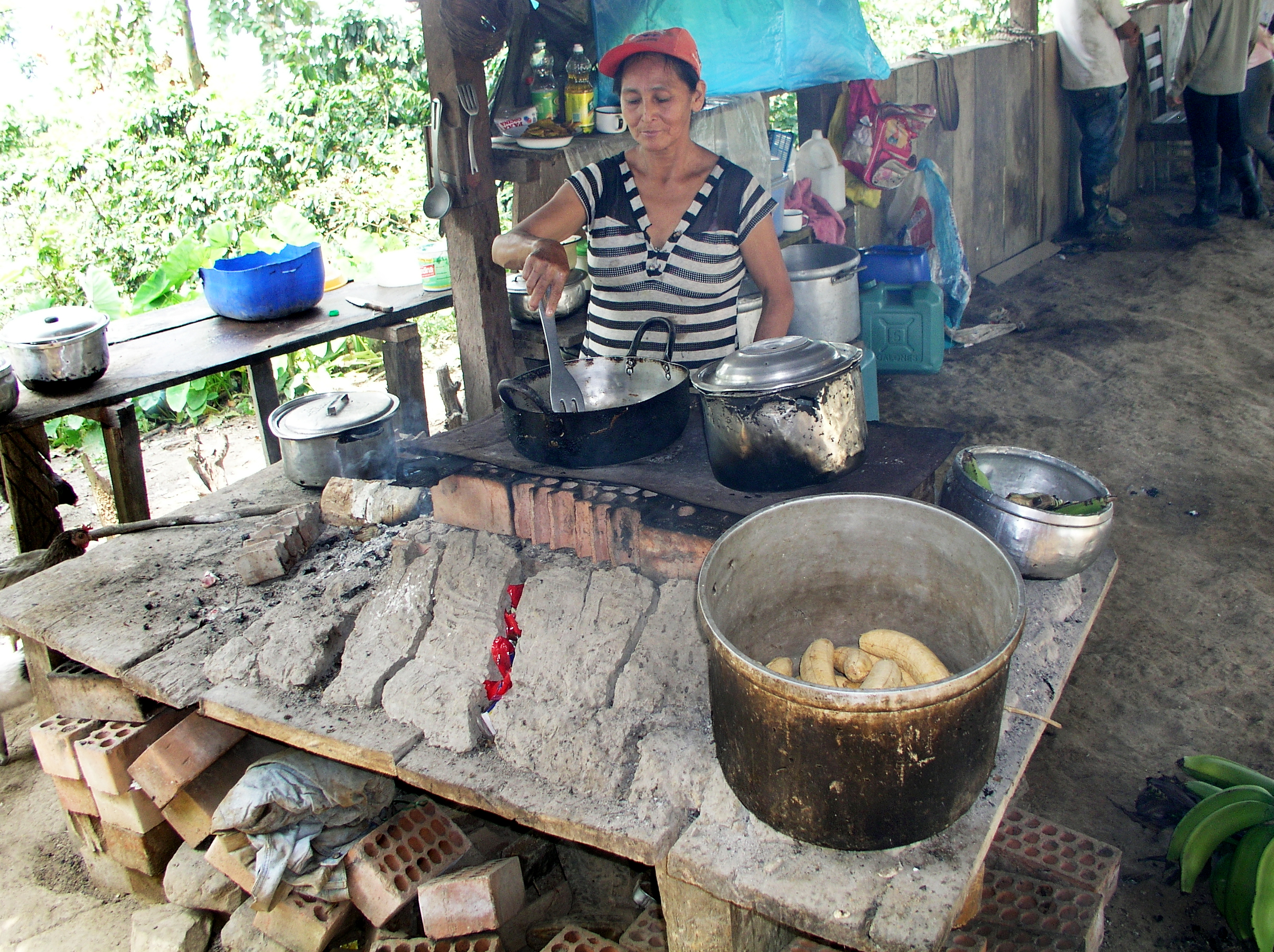
Саморобна плита. Село Мігель-Грау, провінція Токаче, Перу.
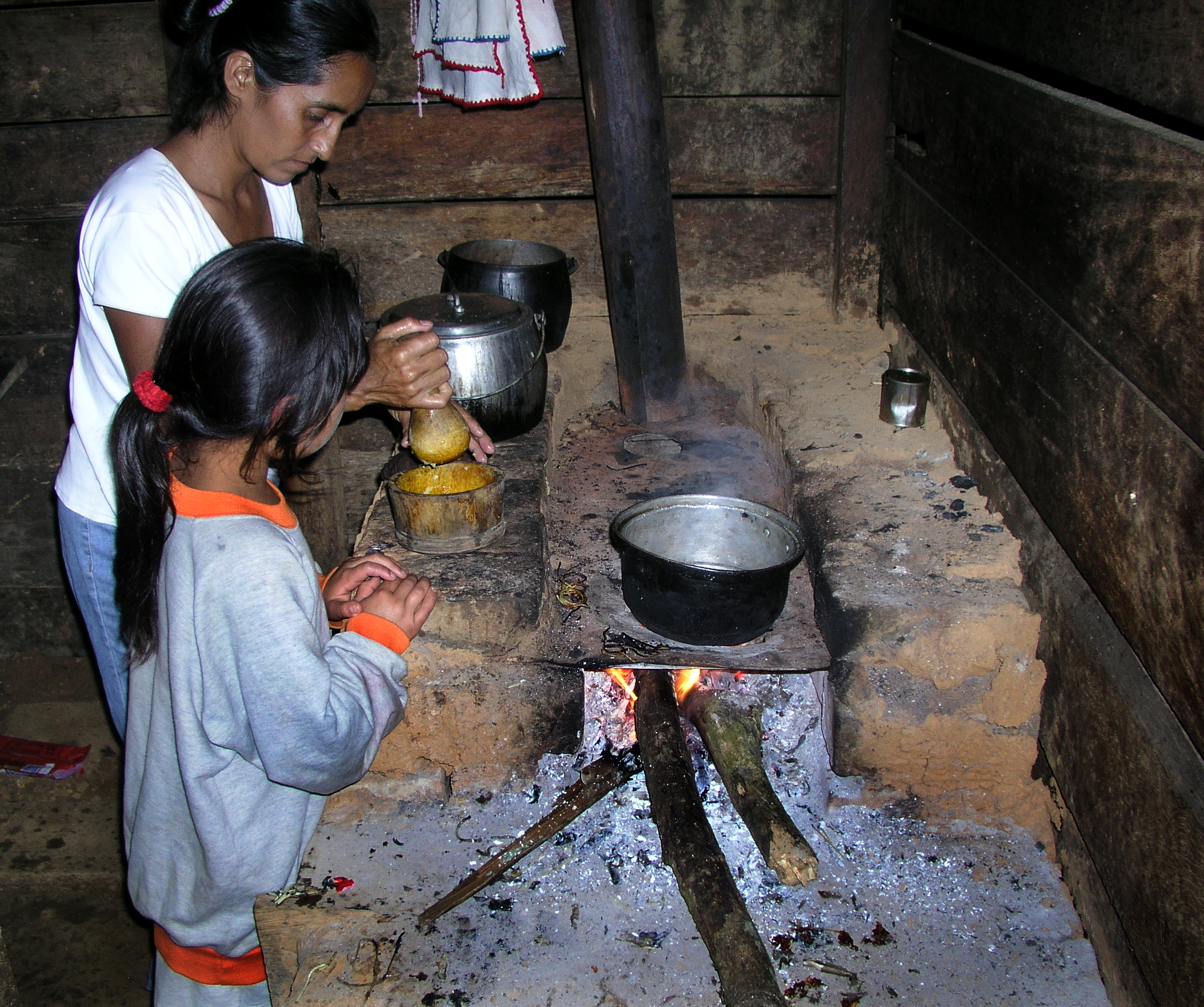
Саморобна плита. Село Віллафлор, провінція Багуа, Перу.

### Газові плити
Газові плити працюють на природному газі (метані, пропані, бутані). Можуть використовувати природний газ з міської газорозподільної мережі або зріджений газ з балонів, за умови використання редуктора. Регулювання вогню здійснюється регулюванням потоку газу, що поступає в пальник. Газ проходить через сопло (жиклер), змішується з повітрям, отримана газоповітряна суміш через розсікач пальника, виходить через бічні отвори, займається.

### Електроплити
Електроплита — прилад для приготування їжі, що використовує явище виділення теплової енергії при проходженні струму через електричний опір (закон Джоуля-Ленца).

## Техніка безпеки
Техніка безпеки в основному залежить від типу плити. Проте для будь-якої плити є небезпека, пов'язана з високою температурою.
- Необхідно уникати близького контакту до плити легкозаймистих предметів, щоб уникнути пожежі
- Не підпускати дітей до гарячої плити
- Діставати посуд з гарячої плити потрібно за допомогою прихваток або рукавиць
- Забороняється використовувати кухонну плиту для опалювання
- Плиту з металевим корпусом необхідно заземляти

## Переваги і недоліки різних плит
| ×        | Газова плита | Електрична плита | Плита на твердому паливі |
| -------- | --- | --- | --- |
| Переваги | швидкий розпал можливість використання будь-якого посуду невисока вартість палива | не потрібне проведення газопроводу не спалює кисень, не виділяє вуглекислого або чадного газу немає небезпеки вибуху при дотриманні правил пожежної безпеки                                | можна використовувати за відсутності газу і електрики немає небезпеки вибуху |
| Недоліки | при горінні спалює кисень, виділяючи вуглекислий газ. При неправильному налаштуванні виділяється також чадний газ. Варто проте врахувати, що на кухні в будь-якому разі потрібна хороша вентиляція небезпека вибуху газу газопроводи підведені не скрізь, що вимагає при їх відсутності використання газових балонів | залежно від типа нагрівника може довго розігріватися, або вимагати спеціального посуду потрібна спеціальна проводка і розетка для великого струму вартість електроенергії більша, ніж газу | установка можлива за наявності димаря необхідність заготівлі, зберігання палива. Для цього часто потрібне окреме приміщення тривалість розпалу необхідність регулярного чищення димарів щоб уникнути отруєння чадним газом і займання сажі складність підтримки необхідної температури |